# Lubaantun

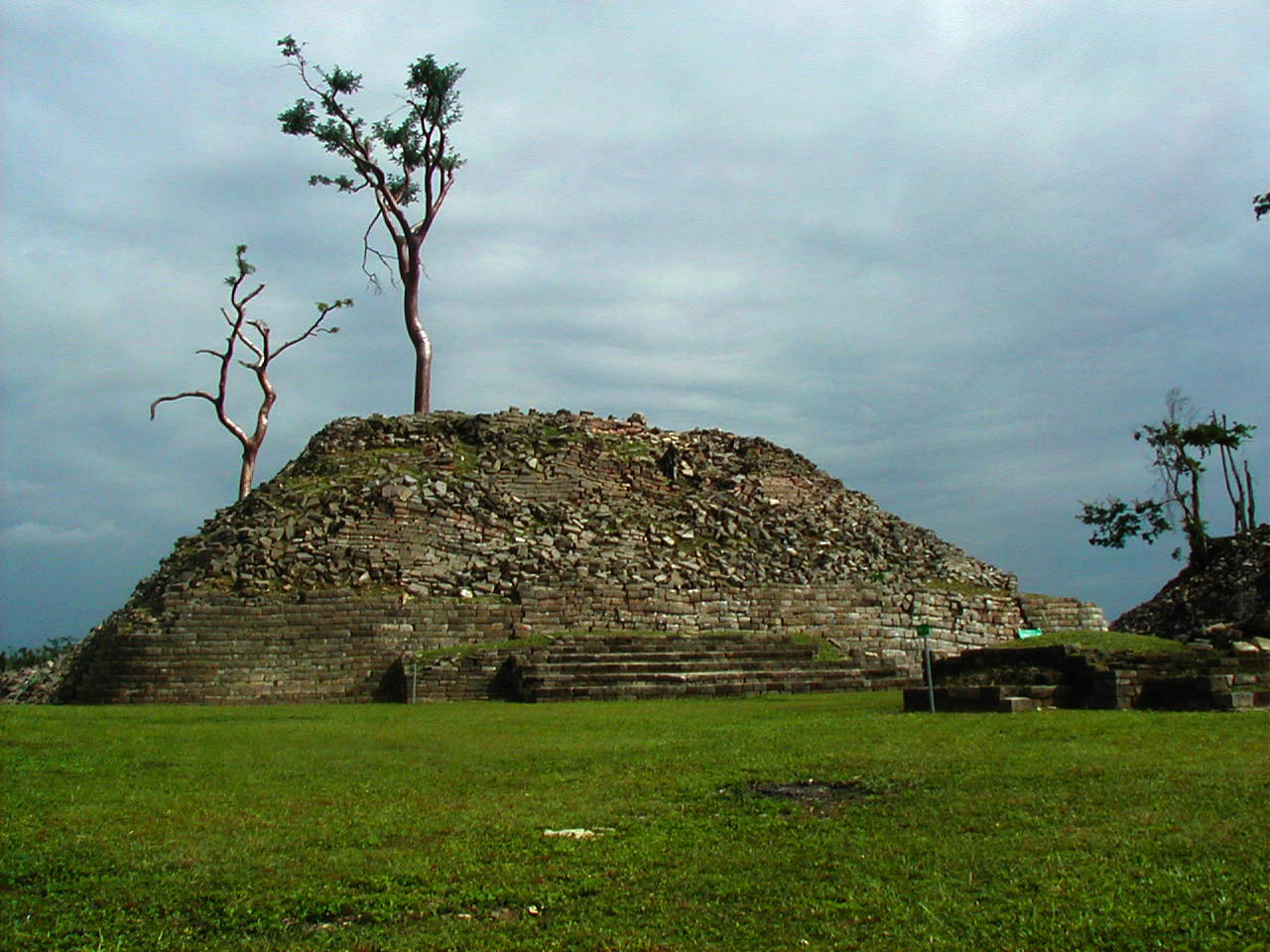
Ruiny Lubaantun.

Lubaantun, Lubaantún – ruiny miasta Majów znajdujące się w południowej części Belize, w Centralnej Ameryce. Lubaantun leży w dystrykcie Toledo ok. 42 km na północny zachód od jego stolicy Punta Gorda i ok. 3 km od wsi San Pedro Columbia na wysokości 61 m n.p.m. Jeną z najbardziej wyróżniających cech Lubaantun jest znaleziony tu duży zbiór miniaturowych przedmiotów z ceramiki, które przypuszczalnie były  amuletami albo elementami ubiorów rytualnych.

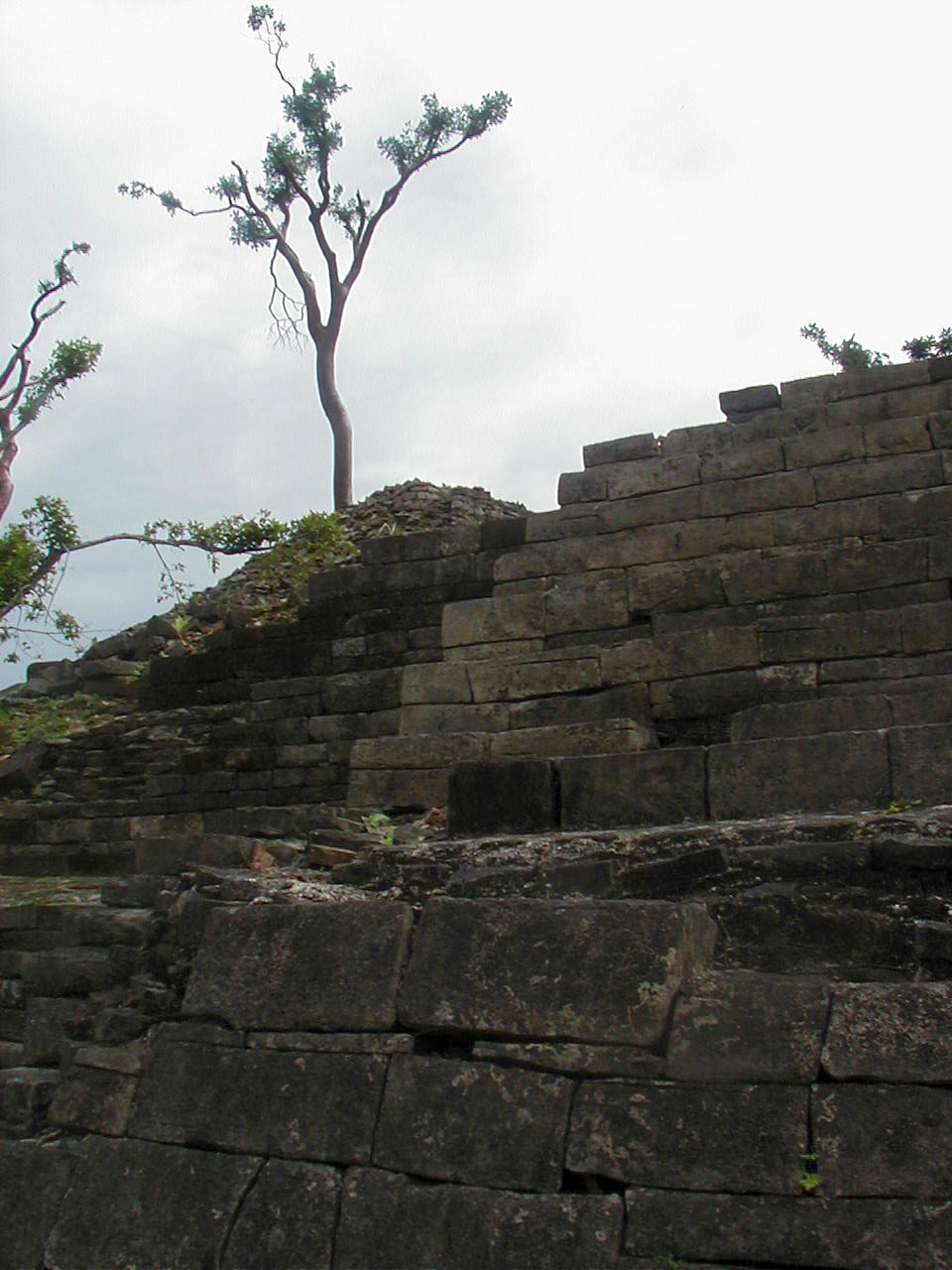
Budynki budowano zwykle z dużych bloków kamiennych bez użycia zaprawy.

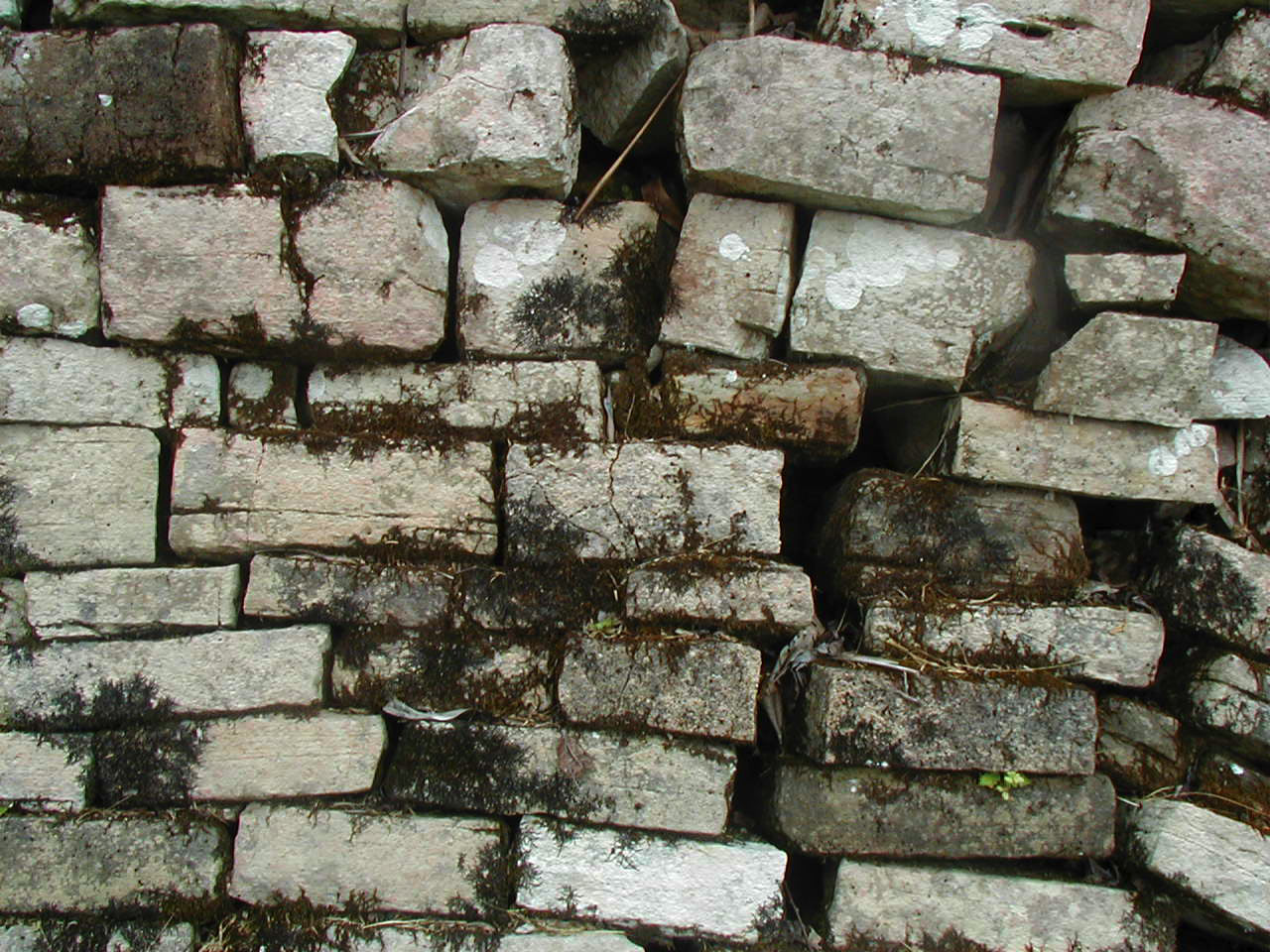
Fragment ściany zbudowanej bez zaprawy

W centrum miasta znajduje się duża, sztucznie wyniesiona do góry platforma między dwoma rzeczkami. Uważa się, że takie położenie jest dobrze przystosowane do obrony. Dawna nazwa miasta nie jest znana, a „Lubaantun” jest współczesną majańską nazwą i znaczy miejsce spadających kamieni.

## Badania archeologiczne
Na początku XX w. mieszkańcy wiosek Majów Kekchi i Mopan w tym rejonie informowali mieszkańców Punta Gorda o wielkich ruinach. Dr Thomas Gann przybył tu w celu zbadania stanowiska w 1903 r. i opublikował dwa sprawozdania na jego temat w 1905 r.
Następną ekspedycję poprowadził w 1915 r. R.E. Mervin z Peabody Museum na uniwersytecie harvardzkim. Oczyścił teren z roślinności, stworzył bardziej szczegółową mapę, stworzył dokumentację fotograficzną, przeprowadził pomiary i niewielkie wykopaliska. Warto zauważyć, że Mervin odkrył jedno z trzech boisk do gry w ullamaliztli, na którym były kamienne znaczniki z tekstami hieroglificznymi i scenami przedstawiającymi grę.
W 1924 r. Gann ponownie przybył do miasta, tym razem z poszukiwaczem przygód, F.A. Mitchell-Hedgesem. W swoim typowo sensacyjnym stylu, Mitchell-Hedges opublikował artykuł w Illustrated London News, twierdząc, że to on „odkrył” miasto. Gann zrobił nową mapę miasta. W następnym roku Mitchell-Hedges wrócił do Lubaantun jako reporter Illustrated London News w towarzystwie lady Richmond Brown. Anna Mitchell-Hedges, adoptowana córka F.A. Mitchell-Hedgesa, będzie później twierdzić, że nie tylko towarzyszyła ojcu w ekspedycji, ale że to ona znalazła słynną kryształową czaszkę. Nie ma niestety dowodów, że pani Anna była kiedykolwiek w Belize, a jeżeli czaszka byłaby wtedy wykopana w Lubaantun, to trudno byłoby wytłumaczyć, dlaczego żadne oficjalne źródła nie mówią o tym, dlaczego inni członkowie ekspedycji zaprzeczają, że była tu znaleziona i dlaczego kochający rozgłos Mitchell-Hedges nie opublikował nawet jednej najmniejszej wzmianki o czaszce przed latami 50. XX wieku. Co więcej, ze śledztwa prowadzonego przez Joe Nickella i Normana Hammonda wynika, że czaszka nie została wcale znaleziona w Lubaantun, ale faktycznie kupiona przez Mitchell-Hedgesa na aukcji u Sothebyego
w 1943 r . Czaszka należała wcześniej do kolekcjonera Sydneya Burneya, a jej fotografia została opublikowana w kwartalniku Man już w 1936 r .
British Museum sponsorowało badania i wykopaliska w Lubaantun przeprowadzone przez T.A. Joyce’a w latach 1926-27, tworząc chronologię stanowiska od środkowego do późnego okresu klasycznego. Wiele artefaktów z tej ekspedycji można znaleźć w kolekcji British Museum. Miasto zostało potem zapomniane przez archeologów (chociaż nie przez poszukiwaczy skarbów) do 1970 r., kiedy rozpoczął się wspólny projekt British Museum oraz uniwersytetu harvardzkiego i Cambridge pod kierownictwem archeologa Normana Hammonda.

## Historia
Miasto datowane jest okres klasyczny cywilizacji Majów, a okres jego świetności przypada na lata 730-890 n.e. i wygląda, że zostało całkowicie opuszczone niedługo potem. Architektura jest dość nietypowa w stosunku do klasycznych majańskich miast z nizin centralnych. Budowle Lubaantun były zwykle wznoszone z dużych bloków kamiennych bez użycia zaprawy. Do budowy używano raczej czarnego łupku niż powszechnego w okolicy wapienia. Kilka budowli zbudowanych zostało w charakterystyczny sposób, warstwy bloków kamiennych były układane z nachyleniem, a co druga warstwa była cofnięta w głąb budowli w stosunku do poprzedniej, leżącej pod nią. Rogi piramid schodkowych były zwykle zaokrąglone, brak też kamiennych budowli na ich szczycie. Prawdopodobnie na niektórych były w przeszłości budowle z nietrwałych materiałów.

## Turystyka
Zwiedzający mogą obecnie dotrzeć do Lubaantun samochodem. Jest tam małe centrum turystyczne. W 2001 r. bilet wstępu kosztował 10 dolarów belizańskich.